# Simon Rasmussen
Simon Rasmussen (11 marts  1956) er tidligere holdleder for det Danske A landshold.
Han startede sin karriere i DBU tilbage i 1973, og har været tilknyttet landsholdet siden 1979. Han har deltaget ved samtlige slutrunder som det danske landshold har kvalificeret sig til. Lige fra EM i Frankrig i 1984 til  slutrunden i Polen/Ukraine 2012. I alt 44 år og 11 store slutrunder er det blevet til. I december 2017 opsagde han sin stilling ved DBU, angiveligt pga. uoverensstemmelser.
Simon var meget afholdt, af spillere såvel som publikum. Han fik meget ros for hans arbejde bl.a. forskellige landstrænere.
I dag arbejder Simon med Sport-Management, og han er desuden foredragsholder hvor han fortæller om tiden med landsholdet.